# Girgensohnia
Girgensohnia é um género botânico pertencente à família Amaranthaceae.

## Espécies
- Girgensohnia diptera
- Girgensohnia fruticulosa
- Girgensohnia gypsophiloides
- Girgensohnia heteroptera
- Girgensohnia imbricata
- Girgensohnia minima
- Girgensohnia oppositiflora
- Girgensohnia oppositifolia
- Girgensohnia pallasii
- Girgensohnia ruthenica